# 邁爾斯維爾 (馬里蘭州)
邁爾斯維爾（英語：Myersville）是一個位於美國馬里蘭州弗雷德里克縣的市鎮。

## 人口
根據2020年美國人口普查的數據，邁爾斯維爾的面積為2.90平方千米，當中陸地面積為2.90平方千米，而水域面積為0.00平方千米。當地共有人口1748人，而人口密度為每平方千米603人。